# مار بندجورابی کوهی
مار بندجورابی کوهی (نام علمی: Thamnophis elegans) نام یک گونه از سرده مار بندجورابی است. این مار زنده‌زا و بدون زهر است.
این مار که معمولاً طول آن ۴۶–۱۰۴ سانتی‌متر است در کشورهای آمریکای شمالی مانند ایالات متحده آمریکا، کانادا و مکزیک زندگی میکند.